# West Coast Customs
West Coast Customs (kurz: WCC) ist ein US-amerikanischer Hersteller von Fahrzeug-Spezialumbauten aus Burbank im US-Bundesstaat Kalifornien. Geschäftsführer ist Ryan Friedlinghaus.
WCC fertigt seit 1993 individuell nach Kundenwunsch umgearbeitete Pkw, seltener Nutzfahrzeuge. Beim Fahrzeugtuning geht es hierbei in der Regel weniger um die Erweiterung der Fahrzeugtechnik im engeren Sinne (z. B. der Verbesserung der Fahreigenschaften), sondern eher um eine optische Aufwertung im Sinne eines Showcars.

## Bekanntheit
Viele ihrer Kunden sind prominente Musiker, Sportler und Schauspieler, darunter Shaquille O’Neal, Snoop Dogg, Missy Elliott, Pharrell Williams sowie Justin Bieber oder Arnold Schwarzenegger.
Bekannt wurde die Firma durch die TV-Sendung Pimp My Ride des amerikanischen TV-Senders MTV, in der WCC den eigentlichen Umbau der Fahrzeuge durchführte. In neueren Folgen der Sendung wirkt WCC allerdings nicht mehr mit, man engagierte die Tuningwerkstatt Galpin Auto Sports für die Serie. WCC befindet sich auch nicht mehr auf dem aus Pimp My Ride bekannten Firmengelände, sondern ist in eine wesentlich größere Halle, etwas außerhalb von Corona, gezogen.
Das Verlassen von „Pimp My Ride“ sollte aber nicht das Ende der TV-Karriere sein. „Inside West Coast Customs“, später nur „West Coast Customs“ stellt eine Auto-Tuning-Show im Stil von „Orange County Choppers“ dar und läuft seit 2011 bis heute. Die ersten drei Staffeln wurden für den amerikanischen TV-Sender Discovery produziert, die restlichen für Fox Sports 2.
Nach Filialen in Australien, Malaysia und Russland eröffnete West Coast Customs im November 2007 ein Geschäft in Dubai.

## Street Customs Berlin (geschlossen)

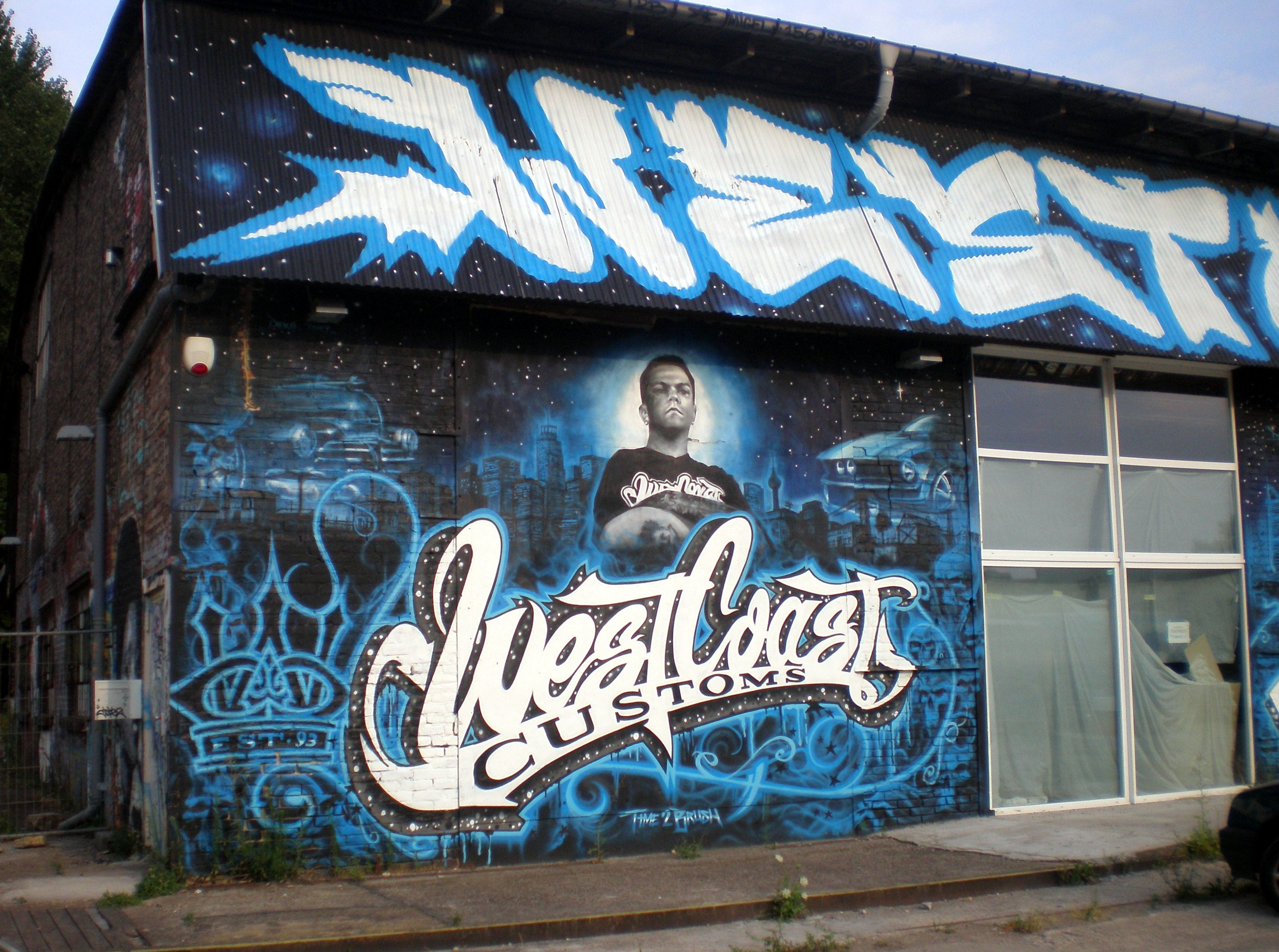
Fassade der Street Customs Berlin

Vom September 2008 bis Ende 2009 gab es in Berlin eine Niederlassung namens „Street Customs Berlin“, die ebenfalls durch Ryan Friedlinghaus gegründet und die zur Europazentrale „West Coast Customs Europe“ ausgebaut werden sollte. Die Autowerkstatt befand sich in den Räumlichkeiten einer stillgelegten Eisenbahnhalle im Stadtteil Friedrichshain in der Revaler Str. 99. Das West-Coast-Customs-Team soll in Deutschland etwa 15 Mitarbeiter umfasst haben während in Los Angeles ca. 30 Mitarbeiter tätig sind.
Erster prominenter Kunde war Weltmeister im Schwergewichts-Boxen Wladimir Klitschko.
Der Bassist der Bloodhound Gang Evil Jared ließ sich von der Berliner Niederlassung einen ausgedienten Linien-Gelenkbus zu einem  Partybus umbauen.
Am 14. August 2009 stellte die Firma erstmals einen schriftlichen Eigenantrag auf Insolvenzeröffnung, der durch das Amtsgericht Berlin mangels Masse am 13. Januar 2010 abgelehnt wurde.